# Pablo Rivero
Pablo José Rivero Rodrigo (Madrid, 11 de octubre de 1980) es un actor y escritor español conocido por interpretar a Toni Alcántara en la serie Cuéntame cómo pasó de Televisión Española.

## Trayectoria
El papel que le ha dado la fama es el de Toni Alcántara en la serie Cuéntame cómo pasó de la Televisión Española, personaje que lleva interpretando regularmente desde el estreno de esta producción en 2001. Este trabajo lo ha compaginado con el cine, participando en multitud de películas en los últimos años entre las que cabe destacar El chocolate del loro (2004), de Ernesto Martín, o La noche del hermano (2005), de Santiago García de Leániz.
Al igual que la cantante Alaska, ha posado para el polémico fotógrafo y cineasta Bruce LaBruce. Su retrato, caracterizado como un ángel provocativo, se incluyó en una muestra sobre LaBruce en Madrid en febrero de 2012.
En 2017, el actor escribe su primera novela, No volveré a tener miedo; un thriller familiar ambientado en la década de 1990 que indaga en las causas de un parricidio.
En junio de 2020 publica su segunda novela, Penitencia, donde narra la historia de un actor atormentado por el personaje de asesino que lleva veinte años interpretando y que lo deja todo para retirase a una casa perdida en el bosque. Extraños sucesos impedirán que el protagonista pueda olvidarse de su alter ego.
En 2021 publica su tercera novela, Las niñas que soñaban con ser vistas, una historia que posee varios géneros como suspense, misterio, horror y novela policíaca. 

## Vida personal
En septiembre de 2020, Rivero reveló públicamente su homosexualidad, al tiempo que daba a conocer que tenía un hijo en común con su pareja.

## Cine
- Café de puchero (1998), de Luis Miguel González Cruz.
- Menos es más (2000), de Pascal Jongen.
- Clara y Elena (2001), de Manuel Iborra.
- Muerte súbita (2002), de Pablo Guerrero.
- El chocolate del loro (2004), de Ernesto Martín.
- Esta es la noche (2005), de Ana Rodríguez Rosell.
- La noche del hermano (2005), de Santiago García de Leániz.
- El ciclo Dreyer (2006), de Álvaro del Amo.
- Villa tranquila (2007), de Jesús Mora.
- No me pidas que te bese, porque te besaré (2008), de Albert Espinosa.
- Íntimos y extraños (2009), de Rubén Alonso.
- Tres metros sobre el cielo  (2010), de Fernando González Molina.
- De tu ventana a la mía  (2011), de Paula Ortiz.
- Viral (2013), de Lucas Figueroa.
- Neckan (2015), de Gonzalo Tapia.
- Paella Today (2018), de César Sabater.
- ¿Qué te juegas? (2019), de Inés de León.

## Televisión

### Series
| Año         | Serie               | Canal       | Personaje                          | Notas         |
| ----------- | ------------------- | ----------- | ---------------------------------- | ------------- |
| 1999 - 2000 | El comisario        | Telecinco   | Botones                            | 2 episodios   |
| 2000        | Compañeros          | Antena 3    | Fer                                | 2 episodios   |
| 2000        | La ley y la vida    | La 1        | Pipo                               | 5 episodios   |
| 2000        | La casa de los líos | Antena 3    | Ramiro                             | 1 episodio    |
| 2001        | Ciudad sur          | Antena 3    | Federico                           | 3 episodios   |
| 2001        | Paraíso             | La 1        |                                    | 1 episodio    |
| 2001        | Antivicio           | Antena 3    |                                    | 1 episodio    |
| 2001 - 2023 | Cuéntame cómo pasó  | La 1        | Antonio "Toni" Alcántara Fernández | 389 episodios |
| 2023        | El pueblo           | Telecinco   | Raúl Ardiles                       | 3 episodios   |
| 2023        | Citas Barcelona     | Prime Video | Tiago                              | 1 episodio    |

### Programas
| Año        | Programa           | Canal       | Función     | Notas                  |
| ---------- | ------------------ | ----------- | ----------- | ---------------------- |
| 2017       | Hora punta         | La 1        | Invitado    | 1 programa             |
| 2020; 2022 | Pasapalabra        | Antena 3    | Invitado    | 6 programas            |
| 2021       | Celebrity Bake Off | Prime Video | Concursante | 10 programas - Ganador |
| 2022       | Las tres puertas   | La 1        | Invitado    | 1 programa             |
| 2022       | Mapi               | Clan        | Invitado    | 1 programa             |
| 2023       | Todo cambia        | La 1        | Invitado    | 1 programa             |

## Teatro
- La caída de los Dioses (2011)
- Los hijos se han dormido (2012)[2]
- Fausto (2014)
- Siempre me resistí a que terminara el verano (2015)[3]
- El sirviente (2019)
- La importancia de llamarse Ernesto (2023)

## Narrativa
- No volveré a tener miedo (2017, Suma)
- Penitencia (2020, Suma)
- Las niñas que soñaban con ser vistas (2021, Suma)
- La cría (2022, Suma)
- Dulce hogar (2023, Suma)
- La matriarca (2024, Suma)
- El rebaño (2025, Suma)